# Oswald Sattler
Oswald Sattler (Kastelruth, 7 december 1957) is een Duitse zanger en boer.

## Carrière
Hij was sinds 1983 bekend als tweede zanger en gitarist bij de Kastelruther Spatzen, totdat hij om privéredenen in 1993 de groep verliet en in 1996 een solocarrière startte. Samen met de Bergkameraden won hij de Duitse voorronden van het Grand Prix der Volksmusik 2009 en bereikte daarmee de finale, waarbij ze een 2e plaats behaalden. 
In 2023 viert Oswald zijn 40 jarig jubileum als artiest.

## Discografie

### Albums
- 1996: Danke Freunde
- 1997: Die Prinzessin der Dolomiten
- 1998: Abend über Südtirol
- 1999: Das Herz der Berge
- 1999: Gloria in excelsis Deo – Religiöse Lieder
- 2000: Ich zeig' dir die Berge
- 2001: Bolero Montagna
- 2002: Ich könnt' ohne Berge nicht leben – Die großen Erfolge
- 2002: Die weißen Sterne der Berge
- 2003: Kyrie Eleison – Religiöse Lieder
- 2004: Einfach Danke
- 2004: Stille Nacht, heilige Nacht
- 2005: Meine Heimat
- 2006: Wege zum Glauben
- 2007: Fremde Erde
- 2008: Erinnerungen an meine Jugend
- 2009: Ich träume von der Heimat – Die großen Erfolge
- 2009: Credo – Religiöse Lieder
- 2011: Wenn es Nacht wird in den Bergen
- 2011: Der Mann aus den Bergen – Seine schönsten Lieder
- 2012: Wer glaubt, ist nie allein
- 2014: Die Stimme der Berge
- 2016: Ave Maria – die schönsten Marienlieder
- 2016: Das Beste – 20 jahre solo-karriere
- 2017: Festliche Lieder
- 2018: Gottvertouwen – Christliche lieder (3CD)
- 2020: Die Bergkristall messe
- 2023: 40 Jahre (2CD)